# Le origini (Francesco De Gregori)
Le origini è un album raccolta di Francesco De Gregori, pubblicato nel 1996.

## Tracce
1. La donna cannone – 4:41
2. Rimmel – 3:42
3. Generale – 4:22
4. Piccola mela – 2:46
5. La leva calcistica della classe '68 – 4:20
6. Quattro cani – 3:18
7. Festival – 4:33
8. Caterina – 4:02
9. Pablo – 4:24
10. Alice – 3:46
11. Natale – 2:36
12. Pezzi di vetro – 3:09
13. Renoir – 2:38
14. Piano bar – 2:44
15. Titanic – 4:21
16. Due zingari – 4:18
17. I muscoli del capitano – 4:01
18. Raggio di sole – 3:09
19. Viva l'Italia – 3:49
20. Buonanotte fiorellino – 2:04